# こくふ街角博物館
こくふ街角博物館（こくふまちかどはくぶつかん）は、徳島県徳島市国府町内にある博物館の総称である。とくしま市民遺産選定。

## 概要
国府町の街角にある「みて、さわって、つくらんで」をテーマにした博物館が指定されており、阿波踊り期間中にはこの街角博物館をまわるツアーも実施されている。
- 開館時間：9時 - 17時
- 休館日：事前に電話予約必要。常時開館
- 入館料：無料

## リスト
- 阿波の藍染しじら館
- 阿波木偶館
- 阿波の名石・ひょうたん館
- 気延館
- 蚕の館
- CATV館
- 天狗久資料館

## アクセス
- JR徳島線、府中駅下車。
- 徳島バス「府中」下車。